# سنگ‌کتی
سنگ‌کتی، روستایی است از توابع بخش مرکزی شهرستان قائم‌شهر در استان مازندران ایران

## جمعیت
این روستا در بالاتجن قرار داشته و براساس آخرین سرشماری مرکز آمار ایران که در سال ۱۳۸۵ صورت گرفته، جمعیت آن ۵۲۰ نفر (۱۵۰ خانوار) بوده‌است.

## معرفی روستا
روستای سنگتی که در قدیم به پائین جنید معروف بوده و با گذر راه آسفالته شاهی به بابل و تفکیک از بالا جنید به این نام(سنگتی)معروف گردیده‌است.این روستا همجوار روستاهای جنید، آسیابسر، بارف‌کلا می‌باشد و جمعیت آن در سال ۸۶، ۷۰۴ نفر می‌باشد.از محصولات کشاورزی ساکنین آن می‌توان مرکبات، برنج و انواع سبزیجات و برخی از دانه‌های روغنی را نام برد.تعداد انگشت شماری دامدار در این محل زندگی می‌گذرانند.این روستا دارای ۲ کارگاه جوشکاری، یک واحد نانوایی، ۵ واحد خواربارفروشی و یک واحد سلمانی و شرکت تعاونی روستایی می‌باشد.اکثر ساکنین این روستا از اقوام مهاجر منطقه سرخ آباد از توابع شهرستان سوادکوه می‌باشند.و نیز تعداد قابل توجه‌ای از ساکنین آن را مهاجرینی از بند پی شرقی(از توابع شهرستان بابل) تشکیل می‌دهند.طرح کانال انتقال آب از سد خاکی لفور به شرق استان از این روستا گذر نموده‌است و تقاطع این کانال با جاده قایم شهر به بابل در مجاورت این روستامی‌باشد.